# Kanton Rémire-Montjoly
Kanton Rémire-Montjoly is een kanton van het Franse departement Frans-Guyana. Kanton Rémire-Montjoly maakt deel uit van het arrondissement Cayenne en telt 18.511 inwoners (2007).

## Gemeenten
Het kanton Rémire-Montjoly omvat de volgende gemeente:
- Rémire-Montjoly